# Sant Andreu de Bages

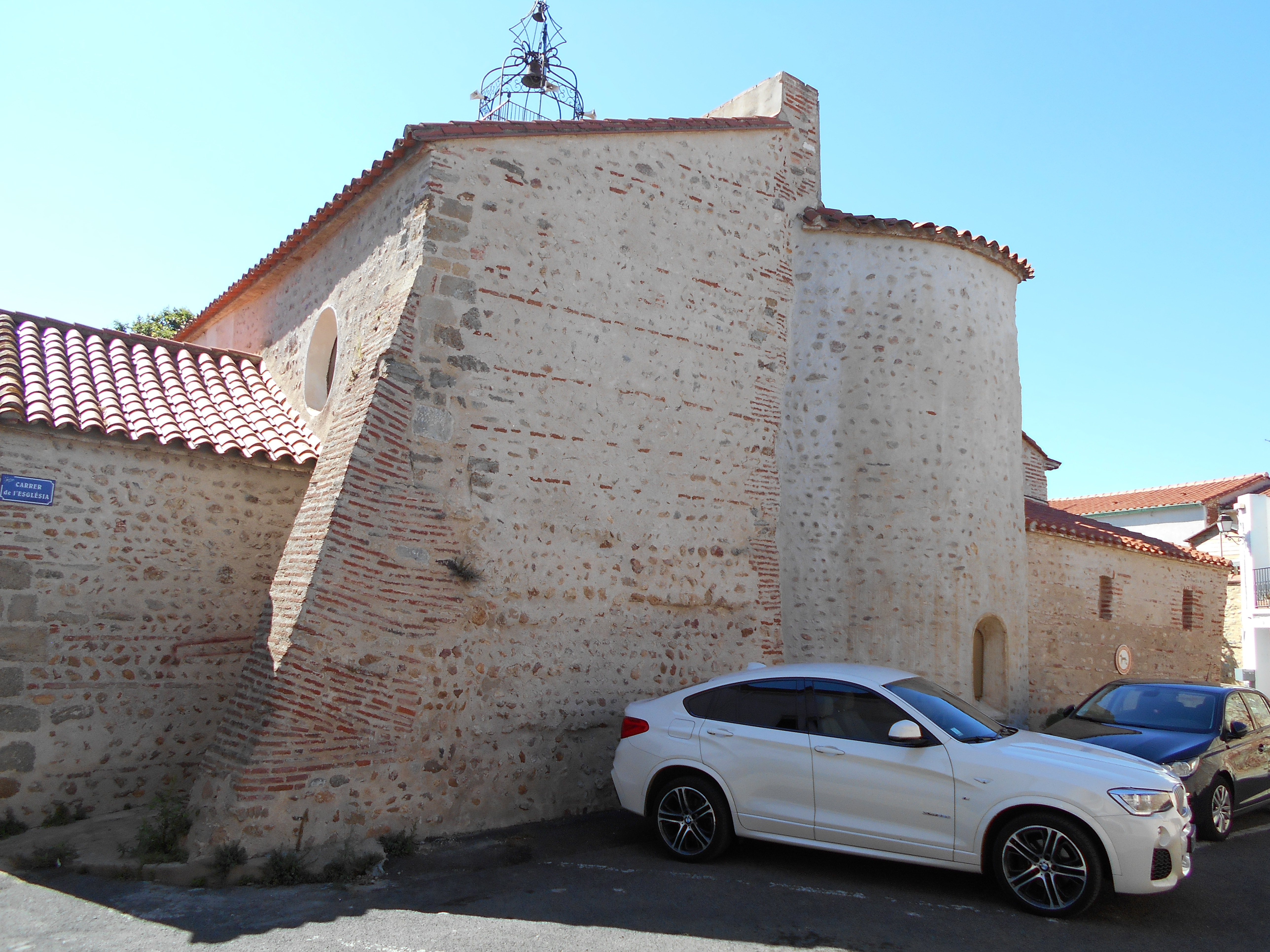
Absis romànic de Sant Andreu de Bages

Sant Andreu de Bages és l'església parroquial, en part romànica, del poble rossellonès de Bages de Rosselló, a la Catalunya Nord.
Està documentada des del 903 (ecclesia S. Andreae de Bagis), però les transformacions posteriors fan difícil de reconèixer l'obra original.

## L'edifici
Inicialment era d'una sola nau amb absis semicircular a llevant, datable al segle xi. En un principi era coberta amb un embigat de fusta, però al segle xii se'n canvià la coberta per una volta de canó llis lleugerament apuntat, de pedra, sobre arcades laterals. Al segle xiii o xiv s'hi afegí una segona nau, al costat de migdia, enllaçada amb la nau principal per un gran arc de mig punt construït amb marbre de Baixàs. També l'absis fou sobrealçat al segle xiv, per tal d'incloure'l en les obres de fortificació del poble.

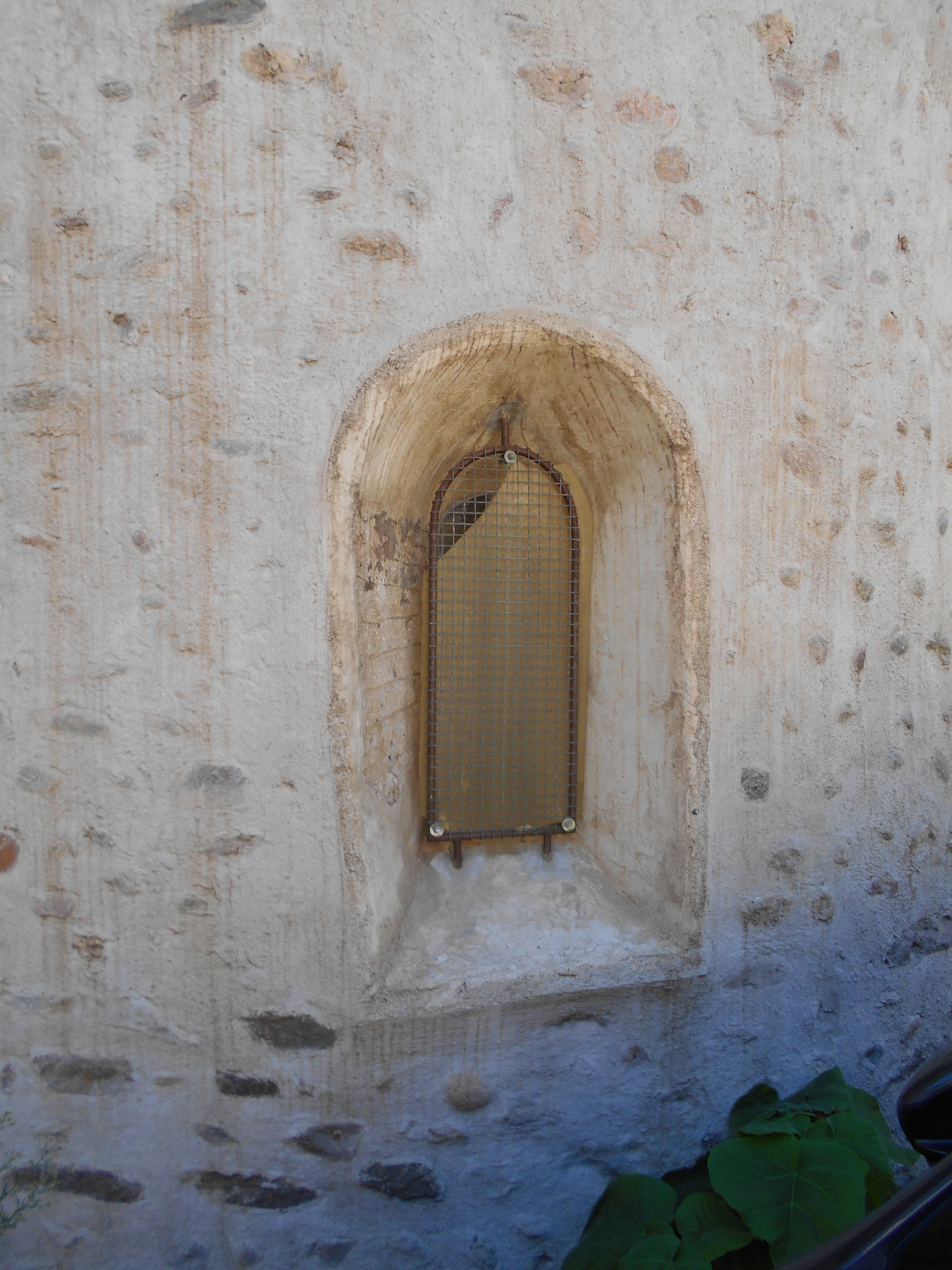
Finestra de doble esqueixada de l'absis romànic de Sant Andreu de Bages

Al nord hi ha una capella funerària coberta amb volta ogival, construïda al segle xiv o xv. Està separada de la nau per una reixa de bella factura. Als segles xvi i xvii encara foren afegides a la nau lateral dues capelles més. La nau principal, a més, té un tram construït més tard, en època indeterminada, que l'allargassa cap a ponent; els dos trams estan units per un arc de diafragma transformat. La porta actual, a ponent, de mig punt, és també tardana, tot i que presenta una ferradura original molt ben conservada.
L'absis romànic, semicircular, presenta una base enterrada: la finestra, de doble esqueixada, queda actualment a 80 cm de la base. L'arrebossat que cobreix tot l'exterior de l'església impossibilita d'apreciar l'aparell original romànic, tot i que en alguns trams sí que és visible.

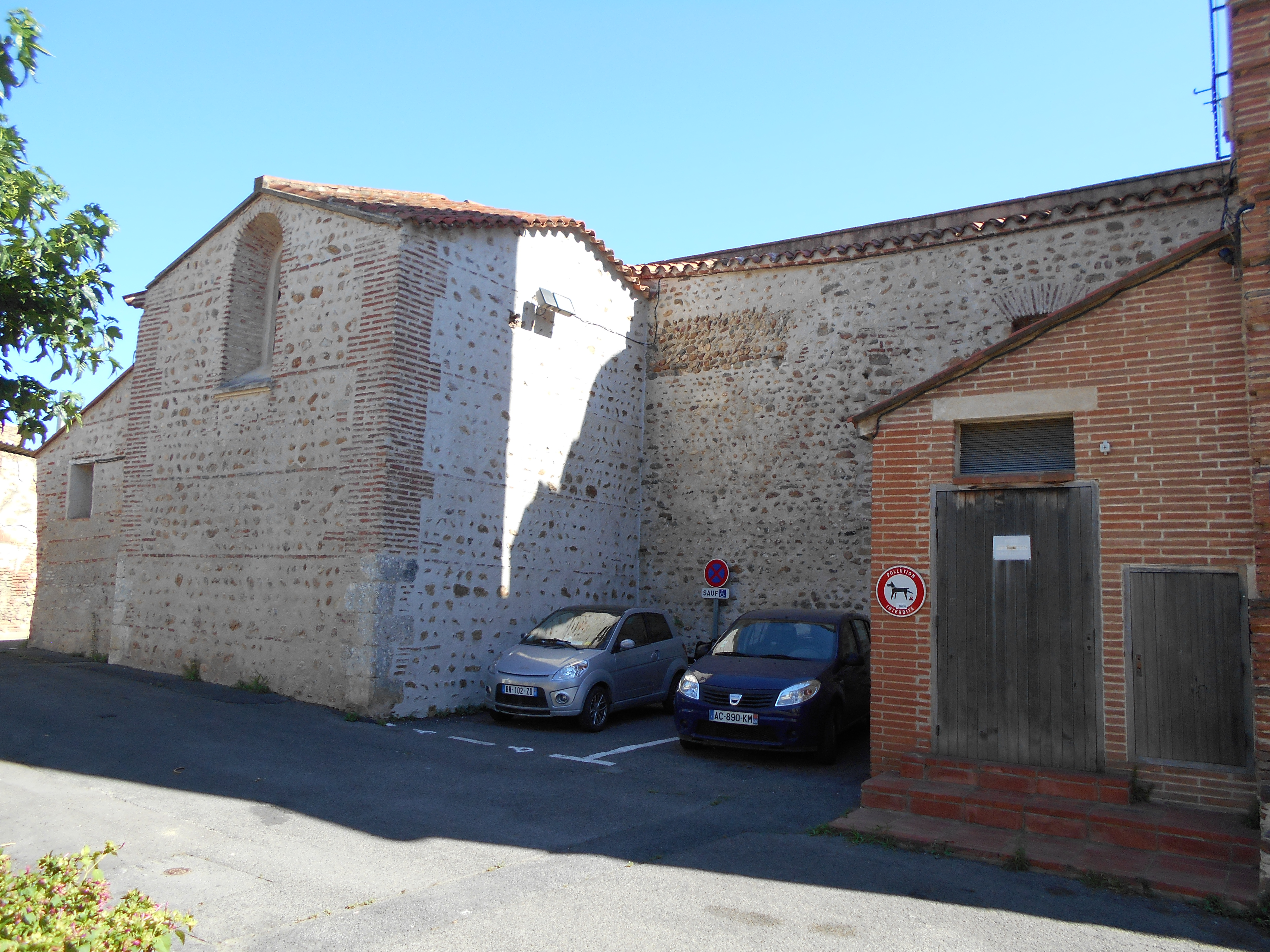
Mur nord de l'església, amb aparell romànic